# Championnat du Pérou de football 1941
Navigation
Saison précédente Saison suivante
La saison 1941 du Championnat du Pérou de football est la treizième édition du championnat de première division au Pérou. Les huit clubs participants sont regroupés au sein d'une poule unique où ils s'affrontent deux fois au cours de la saison, à domicile et à l'extérieur. À la fin de la compétition, il n'y a aucun club relégué et les deux meilleurs clubs de Seguinda Division, la deuxième division péruvienne, sont promus afin de faire passer le championnat à dix équipes.
C'est le club d'Universitario de Deportes qui remporte la compétition après avoir terminé en tête du classement final du championnat, avec un seul point d'avance sur le tenant du titre, Club Centro Deportivo Municipal et trois sur l'Alianza Lima. C'est le quatrième titre de champion du Pérou de l'histoire du club.

## Les clubs participants
| - Alianza Lima - Telmo Carbajo - Promu de Segunda Division - Sport Boys - Sucre FC | - Universitario de Deportes - Atlético Chalaco - Club Centro Deportivo Municipal - Sporting Tabaco |

## Compétition
Le barème utilisé pour établir le classement est le suivant :
- Victoire : 3 points
- Match nul : 2 points
- Défaite : 1 point
- Forfait ou abandon : 0 point

### Classement
| Rang | Équipe                              | Pts | J  | G | N | P | Bp | Bc | Diff |
| ---- | ----------------------------------- | --- | -- | - | - | - | -- | -- | ---- |
| 1    | Universitario de Deportes           | 34  | 14 | 7 | 6 | 1 | 26 | 13 | +13  |
| 2    | Club Centro Deportivo Municipal (T) | 33  | 14 | 7 | 5 | 2 | 35 | 15 | +20  |
| 3    | Alianza Lima                        | 31  | 14 | 7 | 3 | 4 | 28 | 18 | +10  |
| 4    | Sporting Tabaco                     | 28  | 14 | 6 | 2 | 6 | 17 | 18 | -1   |
| 5    | Sport Boys                          | 28  | 14 | 5 | 4 | 5 | 24 | 26 | -2   |
| 6    | Sucre FC                            | 26  | 14 | 3 | 6 | 5 | 14 | 22 | -8   |
| 7    | Atletico Chalaco                    | 22  | 14 | 2 | 4 | 8 | 8  | 20 | -12  |
| 8    | Telmo Carbajo (P)                   | 22  | 14 | 2 | 4 | 8 | 14 | 34 | -20  |

|  | Champion du Pérou 1941                                |
|  | (T) : Tenant du titre (P) : Promu de Segunda Division |

## Bilan de la saison
| Championnat du Pérou de football 1941 |                                      |
| Champion                              | Universitario de Deportes (4e titre) |
| Promotions et relégations             |                                      |
| Promus en Primera División            | Centro Iqueño                        |
| Promus en Primera División            | Santiago Barranco                    |
| Relégués en Segunda División          | Aucun (passage de 8 à 10 clubs)      |